# Seiya Yamaguchi
Seiya Yamaguchi (japanisch 山口 聖矢 Yamaguchi Seiya; * 2. September 1993 in Zama) ist ein japanischer Fußballspieler.

## Karriere
Yamaguchi erlernte das Fußballspielen in der Schulmannschaft der Yamanashi Gakuin University High School und der Universitätsmannschaft der Kanto-Gakuin-Universität. Seinen ersten Vertrag unterschrieb er 2016 bei Saurcos Fukui. 2017 wechselte er zum Drittligisten SC Sagamihara. Ende 2018 beendete er seine Karriere als Fußballspieler.